# 反种族主义
反种族主义（英語：Anti-racism）包括一系列旨在对抗种族偏见、系统性种族主义以及特定种族群体压迫的思想和政治行动。反种族主义通常围绕有意识的努力和有意的行动展开，争取在个人层面和系统层面创造平等机会。作为一种哲学，反种族主义可以通过承认个人权利、直面种族歧视行为和系统，或努力改变个人的种族偏见来进行。当前主要的反种族主义努力包括“黑人的命也是命”运动和职场反种族主义。